# Champions Trophy de hockey sobre césped masculino de 2016
El Champions Trophy de hockey sobre césped masculino de 2016 será la 36° edición del Champions Trophy masculino. Se celebrará en junio de 2016 en Inglaterra. Como novedad de esta edición, será reducida la cantidad de equipos, pasando a ser ahora un total de 6 equipos.

## Clasificación
Se decidió un cambio en el proceso de calificación, similar al utilizado en la edición de 2010. Junto con el país anfitrión, los campeones de los últimos Olímpicos, la Copa Mundial y la Liga Mundial claifican automáticamente, así como el ganador del Champions Challenge I 2014. La plaza  restante será designada por el Consejo Ejecutivo de la Federación Internacional de Hockey, haciendo un total de 6 equipos que compiten. Si los equipos clasifican por más de una vez en los criterios de clasificación, serán designados equipos adicionales, hasta llegar a seis equipos.
- Reino Unido (país local)
- Alemania (campeón de los Juegos Olímpicos de 2012)
- Australia (campeón del Campeonato Mundial 2014)
- Corea del Sur (ganador del Champions Challenge I 2014)
- Bélgica (Invitado por el Comité Ejecutivo de la FIH)
- India (Invitado por el Comité Ejecutivo de la FIH)

## Tabla de posiciones
| Equipo        | Pts | J | G | E | P | GF | GC | D/G | Clasificación |
| ------------- | --- | - | - | - | - | -- | -- | --- | ------------- |
| Australia     | 13  | 5 | 4 | 1 | 0 | 14 | 7  | +7  | Final         |
| India         | 7   | 5 | 2 | 1 | 2 | 10 | 11 | -1  | Final         |
| Alemania      | 6   | 5 | 1 | 3 | 1 | 18 | 12 | +6  | 3.ª posición  |
| Reino Unido   | 6   | 5 | 1 | 3 | 1 | 9  | 7  | +2  | 3.ª posición  |
| Bélgica       | 5   | 5 | 1 | 2 | 2 | 9  | 12 | -3  | 5.ª posición  |
| Corea del Sur | 3   | 5 | 1 | 0 | 4 | 6  | 17 | -11 | 5.ª posición  |

## Resultados

### 10 de junio
| Alemania           | 3 - 3 | India        | 16:00 Árbitros: Diego Barbas (ARG) y Lim Hong Zhen (SIN). |
| Grambusch 19', 36' |       | Raghunath 7' | 16:00 Árbitros: Diego Barbas (ARG) y Lim Hong Zhen (SIN). |
| Gomoll 57'         |       | M. Singh 26' |                                                           |
|                    |       | H. Singh 32' |                                                           |

| Bélgica | 0 - 2 | Corea del Sur    | 18:00 Árbitros: Nathan Stagno (GBR) y Haider Rasool (PAK). |
|         |       | Yang Ji-Hun 26'  | 18:00 Árbitros: Nathan Stagno (GBR) y Haider Rasool (PAK). |
|         |       | Jung Man-Jae 43' |                                                            |

| Reino Unido | 0 - 0 | Australia | 20:00 Árbitros: Chen Dekang (CHN) y David Tomlinson (NZL). |
|             |       |           | 20:00 Árbitros: Chen Dekang (CHN) y David Tomlinson (NZL). |
|             |       |           |                                                            |

### 11 de junio
| Alemania         | 4 - 4 | Bélgica       | 14:00 Árbitros: David Tomlinson (NZL) y Raghu Prasad (IND). |
| Hauke 3'         |       | Dockier 17'   | 14:00 Árbitros: David Tomlinson (NZL) y Raghu Prasad (IND). |
| Miltkau 24', 51' |       | Van Doren 30' |                                                             |
| Korn 54'         |       | De Paeuw 39'  |                                                             |
|                  |       | Van Aubel 41' |                                                             |

| India        | 2 - 1 | Reino Unido | 16:00 Árbitros: Coen van Bunge (NED) y Diego Barbas (ARG). |
| M. Singh 17' |       | Jackson 35' | 16:00 Árbitros: Coen van Bunge (NED) y Diego Barbas (ARG). |
| H. Singh 34' |       |             |                                                            |

| Australia             | 4 - 2 | Corea del Sur    | 18:00 Árbitros: Lim Hong Zhen (SIN) y Jakub Mejzlík (CZE). |
| Govers 27'            |       | Kim Ju-Hun 38'   | 18:00 Árbitros: Lim Hong Zhen (SIN) y Jakub Mejzlík (CZE). |
| Ockenden 37'          |       | Kim Jung-Hoo 45' |                                                            |
| Mitton 51' Turner 60' |       |                  |                                                            |

### 13 de junio
| Corea del Sur    | 1 - 4 | Reino Unido                 | 12:00 Árbitros: Jakub Mejzlík (CZE) y Raghu Prasad (IND). |
| You Seung-Ju 22' |       | Jackson 12'                 | 12:00 Árbitros: Jakub Mejzlík (CZE) y Raghu Prasad (IND). |
|                  |       | Condon 18', 46' Brogdon 33' |                                                           |

| Alemania       | 3 - 4 | Australia               | 14:00 Árbitros: Nathan Stagno (GBR) y Coen van Bunge (NED). |
| Fuchs 12', 30' |       | Turner 17'              | 14:00 Árbitros: Nathan Stagno (GBR) y Coen van Bunge (NED). |
| Hauke 14'      |       | White 22'               |                                                             |
|                |       | Govers 40' Zalewski 53' |                                                             |

| Bélgica       | 2 - 1 | India       | 16:00 Árbitros: David Tomlinson (NZL) y Chen Dekang (CHN). |
| Hendrickx 25' |       | Walmiki 30' | 16:00 Árbitros: David Tomlinson (NZL) y Chen Dekang (CHN). |
| Truyens 44'   |       |             |                                                            |

### 14 de junio
| India         | 2 - 1 | Corea del Sur  | 16:00 Árbitros: Nathan Stagno (GBR) y Lim Hong Zhen (SIN). |
| Sunil 39'     |       | Kim Ju-Hun 57' | 16:00 Árbitros: Nathan Stagno (GBR) y Lim Hong Zhen (SIN). |
| Thimmaiah 57' |       |                |                                                            |

| Australia  | 2 - 0 | Bélgica | 18:00 Árbitros: Chen Dekang (CHN) y Diego Barbas (ARG). |
| Turner 38' |       |         | 18:00 Árbitros: Chen Dekang (CHN) y Diego Barbas (ARG). |
| White 49'  |       |         |                                                         |

| Reino Unido | 1 - 1 | Alemania  | 20:00 Árbitros: Coen van Bunge (NED) y Raghu Prasad (IND). |
| Jackson 48' |       | Hauke 29' | 20:00 Árbitros: Coen van Bunge (NED) y Raghu Prasad (IND). |

### 16 de junio
| Australia             | 4 - 2 | India         | 16:00 Árbitros: Coen van Bunge (NED) y Nathan Stagno (GBR). |
| Mitton 20'            |       | Raghunath 45' | 16:00 Árbitros: Coen van Bunge (NED) y Nathan Stagno (GBR). |
| Zalewski 23'          |       | M. Singh 49'  |                                                             |
| Ogilvie 35' White 45' |       |               |                                                             |

| Corea del Sur | 0 - 7 | Alemania                                                | 18:00 Árbitros: Chen Dekang (CHN) y Jakub Mejzlík (CZE). |
|               |       | Staib 12', 60'                                          | 18:00 Árbitros: Chen Dekang (CHN) y Jakub Mejzlík (CZE). |
|               |       | Grambusch 27' Deecke 29', 35' Herzbruch 32' Miltkau 58' |                                                          |

| Reino Unido        | 3 - 3 | Bélgica           | 20:00 Árbitros: David Tomlinson (NZL) y Lim Hong Zhen (SIN). |
| Middleton 25', 59' |       | Briels 1'         | 20:00 Árbitros: David Tomlinson (NZL) y Lim Hong Zhen (SIN). |
| Ames 57'           |       | Luypaert 30', 42' |                                                              |

## Rueda final

### 17 de junio - 5.º/6.º puesto
| Bélgica           | 4 - 3 | Corea del Sur        | 15:45 Árbitros: Nathan Stagno (GBR) y Chen Dekang (CHN). |
| Gougnard 20', 49' |       | Seo Jong-Ho 24'      | 15:45 Árbitros: Nathan Stagno (GBR) y Chen Dekang (CHN). |
| Cosyns 53'        |       | Yang Ji-Hun 34', 35' |                                                          |
| Van Aubel 54'     |       |                      |                                                          |

### 17 de junio - Tercer puesto
| Alemania    | 1 - 0 | Reino Unido | 18:00 Árbitros: Lim Hong Zhen (SIN) y Jakub Mejzlík (CZE). |
| Miltkau 40' |       |             | 18:00 Árbitros: Lim Hong Zhen (SIN) y Jakub Mejzlík (CZE). |
|             |       |             |                                                            |

### 17 de junio - Final
| Australia | 0 - 0   | India | 20:15 Árbitros: Coen van Bunge (NED) y David Tomlinson (NZL). |
|           | penales |       | 20:15 Árbitros: Coen van Bunge (NED) y David Tomlinson (NZL). |
|           | 3 - 1   |       |                                                               |

## Posiciones finales
| Pos | Equipo        |
| --- | ------------- |
|     | Australia     |
|     | India         |
|     | Alemania      |
| 4.  | Reino Unido   |
| 5.  | Bélgica       |
| 6.  | Corea del Sur |